# Sabellaria javanica
Sabellaria javanica är en ringmaskart som beskrevs av Augener 1934. Sabellaria javanica ingår i släktet Sabellaria och familjen Sabellariidae. Inga underarter finns listade i Catalogue of Life.